# Stupeň B1047 Falconu 9
Stupeň B1047 Falconu 9 byl první stupeň rakety Falcon 9 vyráběné společností SpaceX, jednalo se o druhý vyrobený exemplář verze Block 5. Poprvé tento první stupeň letěl v červenci 2018, kdy vynášel komunikační družici Telstar 19V. Po vynesení nákladu na sub-GTO úspěšně přistál na mořské ploše OCISLY. Satelit vážil 7076 kg a stal se tak do té doby nejtěžším satelitem určeným pro geostacionární dráhu, který Falcon 9 vynášel a zároveň první stupeň přistával. Po druhé byl stupeň použit pro vynesení družice Es'hail 2 a znovu úspěšně přistál na OCISLY. Při svém třetím letu v srpnu 2019 vynášel telekomunikační družici Amos-17. Stupeň letěl bez přistávacích nohou a roštových kormidel, přistání nebylo v plánu.

## Historie letů
| Číslo použití | Datum startu (UTC) | Let číslo | Náklad      | Start | Místo startu | Přistání | Místo přistání | Poznámky              |
| ------------- | ------------------ | --------- | ----------- | ----- | ------------ | -------- | -------------- | --------------------- |
| 1             | 22. července 2018  | 58        | Telstar 19V |       | CCAFS SLC-40 |          | OCISLY         |                       |
| 2             | 15. listopadu 2018 | 63        | Es'hail 2   |       | KSCLC-39A    |          | OCISLY         |                       |
| 3             | 6. srpna 2019      | 74        | Amos-17     |       | CCAFS SLC-40 |          |                | Bez pokusu o přistání |